# Рушевине цркве Светог Архангела у Брадашу
Рушевине цркве Светог Архангела у Брадашу, у насељеном месту, на територији општине Подујево, на Косову и Метохији. Представљају непокретно културно добро као споменик културе
Некада је Брадаш имао три цркве, док данас постоји само једно црквиште. Зна се да је у 19. веку са највеће брадашке цркве узиман материјал, који је довлачен за зидање велике Пашине воденице. Остаци друге две цркве сада сељацима служе као мајдани камена.
Остаци цркве Светог Арханђела налазе се на узвишењу Црвено брдо, на улазу у село Брадаш. У источном дели цркве налази се камена плоча са урезаним крстом.

## Основ за упис у регистар
Решење Покрајинског завода за заштиту споменика културе у Приштини, бр. 79 од 1. 3. 1986. г. Закон о заштити споменика културе САП Косово (Сл. лист САПК бр. 19/77).